# Александър Джартов
Александър Иванов Джартов е български пожарникар, главен комисар от МВР, директор на Главна дирекция „Пожарна безопасност и защита на населението“ от 2022 г.

## Биография
Роден е през 1980 г. През 2002 г. завършва факултет „Пожарна и аварийна безопасност“ в Академията на МВР. От 1 октомври 2002 г. е назначен като инструктор І степен в ДПК, ПД и ООР при РДВР – Перник. След това е инструктор І степен и инструктор ІІ степен в ДПК, ПД и РО при РСПАБ – Радомир. През 2005 г. завършва магистратура в Академията на МВР. Последователно е временно изпълняващ длъжността началник на РСПБЗН – Радомир ІІ степен към ОДМВР – Перник, началник на РУПБС – Перник към ОДМВР – Перник и началник на РСПБЗН – Перник към ОУПБЗН – Перник. След това е директор на дирекция „Критична инфраструктура, превенция и контрол“ при Главна дирекция „Пожарна безопасност и защита на населението“ – МВР, директор на дирекция „Държавен контрол и превантивна дейност“ при Главна дирекция „Пожарна безопасност и защита на населението“ – МВР и заместник-директор, той е и директор на дирекция „Държавен контрол и превантивна дейност“ (13 октомври – 28 ноември 2022 г.). На 28 ноември 2022 г. е назначен за временно изпълняващ длъжността директор на Главна дирекция „Пожарна безопасност и защита на населението“, а от 22 февруари 2023 г. е назначен за постоянно на длъжността. Главен комисар от 2023 г.
Награждаван е с „Почетен знак на МВР“ – трета, втора и първа степен и почетно отличие на МВР „За доблест и заслуга“ – трета степен.